# Dzjangala
Dzjangala (ryska: Джангала) är en ort i Kazakstan. Den ligger i den västra delen av landet, 1 500 km väster om huvudstaden Astana. Antalet invånare är 5 954.
Terrängen runt Dzjangala är mycket platt.  Trakten runt Dzjangala är nära nog obefolkad, med mindre än två invånare per kvadratkilometer. Det finns inga andra samhällen i närheten. Trakten runt Dzjangala består i huvudsak av gräsmarker.